# Introducteur des ambassadeurs

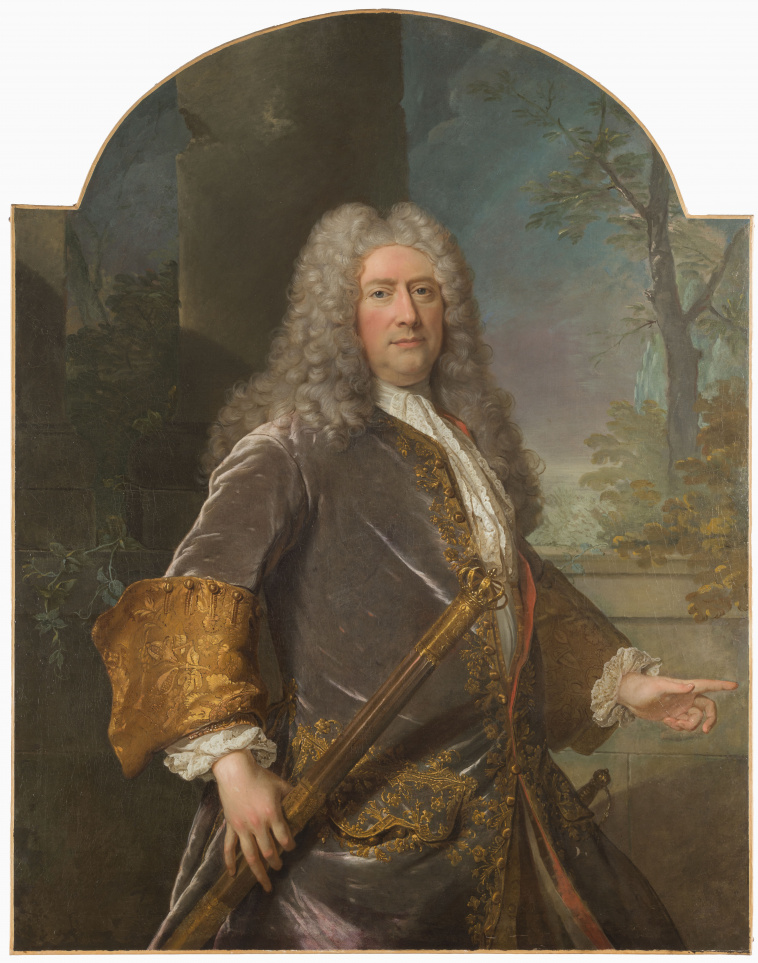
Nicolas Sainctot de Veymar en tenue d'introducteur des ambassadeurs, Galerie historique de Versailles

L'introducteur des ambassadeurs est un officier du service des Cérémonies de la maison d'un souverain chargé de conduire les étrangers à l'audience de ce dernier.

## Rôle
La fonction de cet officier est de conduire les ambassadeurs et les princes étrangers à l'audience du souverain (quel que soit son titre), son consort, les princes et princesses du sang.
Le 29 mars 1571, à l'entrée dans Paris d'Élisabeth d'Autriche (1554-1592), femme de Charles IX, Hiérôme ou Jérôme de Gondy fut chargé de recevoir les ambassadeurs d'Espagne, d'Écosse et de Venise. Ce fut encore Gondy qui conduisit à l'audience de Charles IX l'ambassadeur anglais Francis Walsingham, en 1571.
À partir de 1620, la cour de France est munie de deux introducteurs qui servent par semestre, auxquels on adjoint un aide ou lieutenant, officier qui est perpétuel, et qui fait sa charge à toutes les civilités qu'on fait aux ambassadeurs, à quelque occasion que ce soit.
Le titre d'introducteur des ambassadeurs ne date que du règne de Louis XIV ; mais longtemps auparavant Gondy et de Bonneuil sous Henri IV, d'Espeisses et de Bautru sous Louis XIII, en remplissaient les fonctions.
Sous l'Ancien Régime, l'introducteur des ambassadeurs prêtait serment de fidélité entre les mains du Grand maître de France, chef et surintendant général de la Maison du Roi. Pour tout ce qui concerne sa charge, il ne prend ordre que du roi. Les différents introducteurs restent en permanence auprès du souverain, dont ils constituent le représentant auprès des agents étrangers et des princes.
La caractéristique principale de cette charge est d'avoir le monopole de l'organisation des audiences royales. Lors de l'arrivée d'un ambassadeur ordinaire, l'introducteur le rejoint à Saint-Denis. Les entretiens avec le roi de France se déroulent formellement de la même manière jusqu'en 1635 : avec une introduction dans la salle de réception par l'introducteur des ambassadeurs, l'attente dans un lieu spécialement destiné aux diplomates puis la rencontre avec le roi.
L'introducteur avertit le corps diplomatique de l'organisation du cérémonial à l'occasion des grands événements, par exemple lors du couronnement de Marie de Médicis et les funérailles d'Henri IV. Lorsque la maison du diplomate étranger est menacée par la foule à la suite de l'assassinat de ce roi, c'est l'introducteur que dépêche la reine pour protéger la représentation espagnole.
Se présentant comme porte-parole du souverain, Bonneuil, au moment des conversations sur les mariages franco-espagnols (1611), se rend chez l'ambassadeur pour exprimer les conditions posées par la Reine. Si le souverain est mécontent, l'attitude de l'introducteur se modifie à l'égard de l'agent étranger.
Personnage clef des relations internationales de l'Europe du XVIIe siècle, l'introducteur est l'objet des attentions des agents étrangers qui ne manquent pas de lui offrir étrennes et autres cadeaux. Devant l'utilité de ce poste, les cours anglaise et espagnole (printemps 1626) sont conduites à l'adopter.
La charge d'introducteur des ambassadeurs supprimée à l'époque de la Révolution, a été rétablie par Napoléon Ier, maintenue sous le Premier Empire, la Restauration et le Second Empire.
La création de l'office d'introducteur des ambassadeurs souligne la capacité d'emprunt d'une monarchie qualifiée de « paperassière » et singulièrement méticuleuse sur l'étiquette.
Dans les pays qui n'ont pas d'introducteur des ambassadeurs, c'est le grand-maître des cérémonies ou le grand chambellan qui introduit.
En France, à l'heure actuelle, c'est le Directeur du Protocole du Ministère des Affaires étrangères qui porte ce titre. Il accueille à l'Élysée les dignitaires étrangers et accompagne le Président de la République dans ses déplacements à l'étranger.

## Liste non exhaustive des introducteurs des ambassadeurs enFrance
- le baron Jérôme de Gondi, puis son fils à partir de 1605 ;
- M. de Guron et Guillaume Bautru, comte de Serrant, à partir de 1632 ;
- Étienne Chabenat de Bonneuil, de 1671 à 1680 ;
- Michel Chabenat de Bonneuil, de 1680 à 1691, fils du précédent ;
- Nicolas II de Sainctot, maître des cérémonies de 1655 à 1691 et introducteur des ambassadeurs de 1691 à 1709[3] ;
- Nicolas-François Rémond est né en 1676. D'abord avocat puis conseiller au Parlement, il fut ensuite désigné premier conseiller du duc d'Orléans. Il acheta la charge d'introducteur des ambassadeurs en 1719 et il occupa cette fonction à mi-temps avec Nicolas Sainctôt. Il fut notamment chargé de recevoir l'envoyé de l'Empire ottoman en 1721. Il abandonna cette charge en 1723. On ignore la date de sa mort.
- Louis Nicolas Le Tonnelier de Breteuil, en 1698, introducteur de Louis XIV ;
- Eusèbe Jacques Chaspoux de Verneuil (1695-1747), introducteur des ambassadeurs entre 1725 et 1740 ;
- Jean-Nicolas Dufort de Cheverny, introducteur des ambassadeurs sous Louis XV ;
- André Hébert, baron de Châteldon, fils de Guillaume-André Hébert, introducteur des ambassadeurs entre 1730 et 1738 ;
- Étienne Louis Antoine Guinot de Monconseil (+ 1782), grand veneur du roi de Pologne et introducteur des ambassadeurs auprès du roi de France ;
- Ange Laurent Lalive de Jully, introducteur des ambassadeurs (20 janvier 1756) ;
- Alexis Janvier Lalive de La Briche (1735-1785), fils du fermier général Louis Denis Lalive de Bellegarde, introducteur de Louis XVI ;
- Charles Claude Alexandre Taillepied de La Garenne (1750-1800), secrétaire des commandements du comte de Provence puis introducteur des ambassadeurs.
- Premier Empire :
  - le baron Jean François Fontaine de Cramayel ;
  - le comte de Seyssel d'Aix ;
  - Louis-Joseph Duhamel, maître des cérémonies de la Maison de l'Empereur, introducteur des ambassadeurs, sous-préfet à Toulon (1812), préfet des Pyrénées-Orientales (1813-1815), préfet de la Dordogne (1815), préfet de la Vienne (1815-1819).
- Second Empire :
  - le baron Félix-Sébastien Feuillet de Conches, chef du protocole au Ministère des Affaires étrangères, maître des cérémonies ;
  - Louis François Camille Basset de Châteaubourg (1812 † 26 novembre 1857), auditeur au conseil d'État, Maître de cérémonie de S.M. l'Empereur Napoléon III, introducteur des ambassadeurs.
- IIIe République :
  - Pierre de Fouquières (1920).
- Et aussi :
  - Vincent Voiture, introducteur auprès de Gaston d'Orléans, frère du roi ;
  - Pierre Perrin (poète), introducteur auprès de Gaston d'Orléans, frère du roi ;
  - François Joseph David de Marpré, introducteur des ambassadeurs auprès du duc d'Orléans ;
  - M. de Bruno (père de Adrien François de Bruno), introducteur des ambassadeurs près Monsieur (le futur Louis XVIII), frère du roi Louis XVI.